# Затуренская, Мария
Мария Затуренская (англ. Marya Zaturenska; 12 сентября 1902, Киев — 19 января 1982, Шелберн-Фолс, Массачусетс) — американский поэт, лауреат Пулитцеровской премии (1938).

## Биография
Родилась в Киеве, однако уже в 1910 году её семья перебралась в США. Училась в Университете Валпарейзо (штат Индиана), Висконсинском университете в Мадисоне и Сиракузском университете. В 1925 году вышла замуж за поэта Хораса Грегори.
В 1934 году издала первый поэтический сборник Threshold and Heart. За свой второй сборник — Cold Morning Sky (1937) — получила Пулитцеровскую премию. Впоследствии выпустила ещё четыре сборника, последний — в 1974 году.
Кроме того, автор биографии и редактор сборника избранных произведений Кристины Россетти. В 1946 году совместно с мужем выпустила труд A History of American Poetry, 1900—1940.
В 2002 году были изданы дневники поэтессы 1938—1944 годов.